# Lothar Papula
Lothar Papula (* 1941 in Bad Oeynhausen) ist ein deutscher Mathematiker, Hochschullehrer und Autor zahlreicher mathematischer Lehrbücher.

## Leben
Papula studierte in Frankfurt am Main Mathematik und Physik. Seit 1977 war er als Dozent an der Fachhochschule Frankfurt am Main tätig. 1979 erfolgte die Berufung als Professor für Mathematik an der Fachhochschule Wiesbaden.
Besondere Bekanntheit erreichte Papula als Buchautor mathematischer Lehrbücher für Ingenieure. Seine Bücher zeichnen sich durch große Anschaulichkeit und einen praxisnahen Ansatz aus, auch unter Verwendung vieler Beispiele aus der physikalisch-naturwissenschaftlichen Praxis. Die Innovation Papulas besteht darin, gezielt auf die Bedürfnisse der Studierenden einzugehen und die Didaktik in den Vordergrund zu stellen. Im Gegensatz zu den früher üblichen rein wissenschaftlichen Abhandlungen führt Papula die Studierenden gezielt an die praktische Anwendung der Mathematik heran.
2004 erhielt Papula den vom Mathematikum in Gießen verliehenen Mathematikum-Preis. Seine sechs Bände der Reihe Mathematik für Ingenieure und Naturwissenschaftler erreichten im April 2008 eine Auflage von einer Million.
Im Jahr 2008 ging er in den Ruhestand.